# Fidena castaneiventris
Fidena castaneiventris är en tvåvingeart som beskrevs av Krober 1934. Fidena castaneiventris ingår i släktet Fidena och familjen bromsar.
Artens utbredningsområde är Ecuador. Inga underarter finns listade i Catalogue of Life.